# Osmiboj
Osmiboj je atletická disciplína. V České republice není příliš známa, protože dorostenecká kategorie tu má již desetiboj. Ve světě se ale v mnoha státech přiřazuje osmiboj právě do dorostenecké kategorie (16–17 let). Osmiboj probíhá ve dvou dnech a jeho složení je následující:
- 1. den: běh na 100 metrů, skok do dálky, vrh koulí (5 kilogramů), běh na 400 metrů
- 2. den: běh na 110 metrů překážek, skok do výšky, hod oštěpem (700 gramů), běh na 1000 metrů

K celkovému výsledku se dojde stejně jako u desetiboje: použijí se vícebojařské bodovací tabulky, které ke každému výkonu přiřadí body, které se nakonec sečtou a vznikne konečný celkový výsledek v bodech.
Na mistrovství světa do 17 let je osmiboj daný pro chlapce a jeho startovní limit se pohybuje okolo 5400–5500 bodů. Za kvalitní výkon je považována hranice 6000 bodů a někdy stačí i na medaili, na zlato je většinou potřeba přes 6300 bodů (příklad: 11,20 – 710 – 16 – 51 – 14 – 195 – 56 – 2:50).
V české historii se nejlépe umístili osmibojaři Jaroslav Hedvičák ml., stříbrný výkonem 6212b, v Ostravě 2007 a Lukáš Patera, bronzový s bodovým součtem 6316b Sherbrook 2003. Je více než zajímavé, že oba vícebojaři pocházejí z pardubické vícebojařské školy a zároveň oba navštěvovali stejnou základní školu ZŠ Benešovo náměstí, respektive třídy se zaměřením na atletiku.
Světový rekord drží z roku 2011 Australan Jake Stein s výkonem 6491 bodů (11.52/-0.5 – 7.22/+1.2 – 17.22 – 51.32 / 14.25/-1.0 – 1.98 – 59.65 – 2:52.93).